# بين فرانكس
بين فرانكس (بالإنجليزية: Ben Franks)‏ هو لاعب اتحاد الرغبي نيوزيلندي وأسترالي، ولد في 27 مارس 1984 في ملبورن في أستراليا.

## وصلات خارجية
- بين فرانكس على موقع دوري الرغبي الممتاز (الإنجليزية)
- بين فرانكس عل موقع إسبنسكروم (الإنجليزية)
- بين فرانكس على موقع ItsRugby.co.uk (الإنجليزية)